# Селявичи (Барановичский район)
Селя́вичи (бел. Сялявічы) — деревня в Барановичском районе Брестской области Белоруссии. Входит в состав Городищенского сельсовета. Население — 7 человек (2023).

## География
Расположена в 33 км по автодорогам к северу от центра Барановичей, на расстоянии 8 км по автодорогам к юго-западу от центра сельсовета, городского посёлка Городище.
К северу от деревни протекает река Селявица.

## История
По переписи 1897 года — деревня Городищенской волости Новогрудского уезда Минской губернии, 17 дворов, хлебозапасный магазин.
В 1909 году — 25 дворов.
После Рижского мирного договора 1921 года — в составе гмины Городищи Барановичского повета Новогрудского воеводства Польши.
С 1939 года — в БССР, в 1940–62 годах — в Городищенском районе Барановичской, с 1954 года Брестской области. Затем — в Барановичском районе.
В Великую Отечественную войну с конца июня 1941 по начало июля 1944 года деревня была оккупирована немецко-фашистскими захватчиками.
В 2013 году передана из упразднённого Гирмантовского сельсовета в Городищенский.

## Население
По состоянию на 1 января 2023 года в деревне проживало 7 человек в 3 хозяйствах, в том числе 0 моложе трудоспособного возраста, 6 — в трудоспособном возрасте и 1 — старше трудоспособного возраста. 
| Численность населения (по переписи) | Численность населения (по переписи) | Численность населения (по переписи) | Численность населения (по переписи) | Численность населения (по переписи) | Численность населения (по переписи) | Численность населения (по переписи) | Численность населения (по переписи) |
| 1897                                | 1909                                | 1921                                | 1939                                | 1959                                | 1999                                | 2009                                | 2019                                |
| ----------------------------------- | ----------------------------------- | ----------------------------------- | ----------------------------------- | ----------------------------------- | ----------------------------------- | ----------------------------------- | ----------------------------------- |
| 99                                  | ↗163                                | ↗197                                | ↘196                                | ↘143                                | ↘23                                 | ↘10                                 | ↘6                                  |